# Euroleague Basketball 2012-2013
L'Eurolega di pallacanestro 2012-2013 (chiamata Turkish Airlines Euroleague per motivi di sponsorizzazione) è stata la tredicesima edizione del massimo campionato tra club europei organizzato dall'ULEB. L'Olympiakos, squadra detentrice del trofeo, si è riconfermata campione battendo in finale il Real Madrid nel remake della finale del 1995.

## Assegnazione delle licenze

### Licenza A
| #  | Squadra          | Punti |
| -- | ---------------- | ----- |
| 1. | Barcellona       | 131   |
| 2. | Olympiakos       | 124   |
| 3. | Maccabi Tel Aviv | 116   |
| 4. | Panathīnaïkos    | 114   |
| 5. | Mens Sana Siena  | 109   |
| 6. | Real Madrid      | 108   |
| 7. | CSKA Mosca       | 107   |

| #   | Squadra         | Punti |
| --- | --------------- | ----- |
| 8.  | Saski Baskonia  | 84    |
| 9.  | Anadolu Efes    | 73    |
| 10. | Málaga          | 73    |
| 11. | Žalgiris Kaunas | 69    |
| 12. | Fenerbahçe      | 67    |
| 13. | Gdynia          | 55    |
| 14. | Olimpia Milano  | 52    |

- La licenza A della Virtus Roma, sospesa l'anno precedente, è stata revocata e assegnata con durata biennale all'Olimpia Milano.

### Licenza B
|  | Licenza A                |
|  | Licenza B                |
|  | Torneo di qualificazione |

|     | Paese          | Pos. | Squadra          |
| --- | -------------- | ---- | ---------------- |
| 1.  | Spagna         | 1°   | Barcellona       |
| 2.  | Russia         | 1°   | CSKA Mosca       |
| 3.  | Grecia         | 1°   | Olympiakos       |
| 4.  | Italia         | 1°   | Mens Sana Siena  |
| 5.  | Turchia        | 1°   | Beşiktaş         |
| 6.  | Francia        | 1°   | Élan Chalon      |
| 7.  | Germania       | 1°   | Bamberger        |
| 8.  | Lituania       | 1°   | Žalgiris Kaunas  |
| 9.  | Lega Adriatica | 1°   | Partizan         |
| 10. | Lega Adriatica | 2°   | Cedevita Junior  |
| 11. | Lega Adriatica | 3°   | Olimpija Lubiana |
| 12. | Spagna         | 2°   | Real Madrid      |
| 13. | Russia         | 2°   | Chimki           |
| 14. | Grecia         | 2°   | Panathīnaïkos    |

|     | Paese          | Pos. | Squadra          |
| --- | -------------- | ---- | ---------------- |
| 15. | Italia         | 2°   | Olimpia Milano   |
| 16. | Lituania       | 2°   | Lietuvos rytas   |
| 17. | Turchia        | 2°   | Anadolu Efes     |
| 18. | Francia        | 2°   | Le Mans          |
| 19. | Germania       | 2°   | Ulma             |
| 20. | Lega Adriatica | *    | Maccabi Tel Aviv |
| 21. | Belgio         | 1°   | Ostenda          |
| 22. | R. Ceca        | 1°   | ČEZ Nymburk      |
| 23. | Ucraina        | 1°   | Donec'k          |
| 24. | Israele        | 1°   | Maccabi Tel Aviv |
| 25. | Polonia        | 1°   | Gdynia           |
| 26. | Bulgaria       | 1°   | Akademik Sofia   |
| 27. | Paesi Bassi    | 1°   | EiffelTowers     |
| 28. | Lettonia       | 1°   | VEF Rīga         |

- I primi tre posti delle lega adriatica sono riservati per una squadra serba, una croata e una slovena che hanno i migliori risultati combinando lega adriatica, campionato nazionale e ranking europeo, il quarto posto è riservato alla miglior classificata della lega senza licenza B.

### Licenza C e wild card
La licenza C del Khimki che ha ottenuto quella B è stata convertita in una wild card.
- Alba Berlino

Wild card per il turno di qualificazione
- Pall. Cantù
- UNICS Kazan'

## Squadre partecipanti
Le 24 squadre partecipanti sono state divise in 4 gironi da 6 squadre ciascuno. Le squadre qualificate direttamente sono state 23; l'ultima, la Pallacanestro Cantù, si è qualificata alla regular season attraverso il turno preliminare.
| Spagna - Barcellona - Real Madrid - Saski Baskonia - Málaga | Turchia - Beşiktaş - Anadolu Efes - Fenerbahçe | Germania - Bamberger - Alba Berlino | Grecia - Olympiakos - Panathīnaïkos | Italia - Mens Sana Siena - Olimpia Milano - Pall. Cantù |
| Lituania - Žalgiris Kaunas - Lietuvos rytas                 | Russia - CSKA Mosca - Chimki                   | Croazia - Cedevita Junior           | Francia - Élan Chalon               | Israele - Maccabi Tel Aviv                              |
| Polonia - Gdynia                                            | Serbia - Partizan                              | Slovenia - Olimpija Lubiana         |                                     |                                                         |

## Sorteggio
Il sorteggio per la definizione della fase a gironi si è svolto il 6 luglio 2012; sono state create 6 urne, e le squadre sono state suddivise in ordine di ranking. Le teste di serie sono state inserite nell'urna numero 1; la squadra proveniente dal turno preliminare, nell'urna 6.
| Urna 1                                                       | Urna 2                                                | Urna 3                                                      | Urna 4                                                         | Urna 5                                                                             | Urna 6                                                         |
| ------------------------------------------------------------ | ----------------------------------------------------- | ----------------------------------------------------------- | -------------------------------------------------------------- | ---------------------------------------------------------------------------------- | -------------------------------------------------------------- |
| Barcellona Olympiakos Panathinaikos Maccabi Electra Tel Aviv | Montepaschi Siena Real Madrid CSKA Mosca Caja Laboral | Chimki Partizan Belgrado ALBA Berlino Anadolu Efes Istanbul | Unicaja Málaga Lietuvos Rytas Žalgiris Kaunas Fenerbahçe Ülker | Asseco Prokom Gdynia EA7 Emporio Armani Milano Brose Baskets Union Olimpia Lubiana | Cedevita Zagabria Beşiktaş Élan Chalon-sur-Saone Mapooro Cantù |

Il sorteggio ha determinato i quattro gruppi riportati di seguito.
| Gruppo A                                                                              | Gruppo B | Gruppo C                                                                                                  | Gruppo D                                                                      |
| ------------------------------------------------------------------------------------- | --- | --- | ----------------------------------------------------------------------------- |
| Panathinaikos Real Madrid Chimki Fenerbahçe Ülker Union Olimpia Lubiana Mapooro Cantù | Maccabi Electra Tel Aviv Montepaschi Siena ALBA Berlino Unicaja Málaga Asseco Prokom Gdynia Élan Chalon-sur-Saone | Olympiakos Caja Laboral Anadolu Efes Istanbul Žalgiris Kaunas EA7 Emporio Armani Milano Cedevita Zagabria | Barcellona CSKA Mosca Partizan Belgrado Lietuvos Rytas Brose Baskets Beşiktaş |

## Turno preliminare
Il turno preliminare si è svolto tra il 25 e il 28 settembre 2012 a Desio. La squadra vincente si è qualificata per la regular season; tutte le altre disputano l'ULEB Eurocup 2012-2013.
|  | Primo turno          | Primo turno        | Primo turno       |               |                      | Secondo turno | Secondo turno | Secondo turno |  |  | Terzo turno        | Terzo turno    | Terzo turno |
|  |                      |                    |                   |               |                      |               |               |               |  |  |                    |                |             |
|  | Russia (bandiera)    | UNICS Kazan'       | 91                |               |                      |               |               |               |  |  |                    |                |             |
|  | Germania (bandiera)  | Ratiopharm Ulm     | 73                |               |                      |               |               |               |  |  |                    |                |             |
|  | Germania (bandiera)  | Ratiopharm Ulm     | 73                |               | Russia (bandiera)    | UNICS Kazan'  | 78            |               |  |  |                    |                |             |
|  |                      |                    |                   |               | Russia (bandiera)    | UNICS Kazan'  | 78            |               |  |  |                    |                |             |
|  |                      | Francia (bandiera) | Le Mans Sarthe    | 86            |                      |               |               |               |  |  |                    |                |             |
|  | Francia (bandiera)   | Francia (bandiera) | Le Mans Sarthe    | 86            | Le Mans Sarthe       | 61            |               |               |  |  |                    |                |             |
|  | Francia (bandiera)   |                    |                   |               | Le Mans Sarthe       | 61            |               |               |  |  |                    |                |             |
|  | Ucraina (bandiera)   | Donec'k            | 55                |               |                      |               |               |               |  |  |                    |                |             |
|  |                      |                    |                   |               |                      |               |               |               |  |  | Francia (bandiera) | Le Mans Sarthe | 66          |
|  |                      |                    | Italia (bandiera) | Mapooro Cantù | 80                   |               |               |               |  |  |                    |                |             |
|  | Rep. Ceca (bandiera) | ČEZ Nymburk        | 83                |               |                      |               |               |               |  |  |                    |                |             |
|  | Belgio (bandiera)    | Telenet Ostenda    | 65                |               |                      |               |               |               |  |  |                    |                |             |
|  | Belgio (bandiera)    | Telenet Ostenda    | 65                |               | Rep. Ceca (bandiera) | ČEZ Nymburk   | 83            |               |  |  |                    |                |             |
|  |                      |                    |                   |               | Rep. Ceca (bandiera) | ČEZ Nymburk   | 83            |               |  |  |                    |                |             |
|  |                      | Italia (bandiera)  | Mapooro Cantù     | 89            |                      |               |               |               |  |  |                    |                |             |
|  | Italia (bandiera)    | Italia (bandiera)  | Mapooro Cantù     | 89            | Mapooro Cantù        | 87            |               |               |  |  |                    |                |             |
|  | Italia (bandiera)    |                    |                   |               | Mapooro Cantù        | 87            |               |               |  |  |                    |                |             |
|  | Bulgaria (bandiera)  | Lukoil Academic    | 79                |               |                      |               |               |               |  |  |                    |                |             |

## Regular season
La regular season si gioca dal 10 ottobre al 14 dicembre 2012. Le prime quattro classificate di ciascun gruppo si qualificano per la Top 16.
| Qualificata alla Top 16 |
| Eliminata               |

### Gruppo A
|    | Squadra               | P.ti | G  | V | P | PF  | PS  | DP  |
| -- | --------------------- | ---- | -- | - | - | --- | --- | --- |
| 1. | Real Madrid           | 14   | 10 | 7 | 3 | 832 | 738 | +94 |
| 2. | Chimki                | 12   | 10 | 6 | 4 | 753 | 754 | -1  |
| 3. | Panathinaikos         | 12   | 10 | 6 | 4 | 748 | 722 | +26 |
| 4. | Fenerbahçe Ülker      | 10   | 10 | 5 | 5 | 727 | 738 | -11 |
| 5. | Union Olimpia Lubiana | 6    | 10 | 3 | 7 | 722 | 808 | -86 |
| 6. | Mapooro Cantù         | 6    | 10 | 3 | 7 | 708 | 730 | -22 |

### Gruppo B
|    | Squadra                  | P.ti | G  | V | P | PF  | PS  | DP   |
| -- | ------------------------ | ---- | -- | - | - | --- | --- | ---- |
| 1. | Maccabi Electra Tel Aviv | 16   | 10 | 8 | 2 | 810 | 708 | +102 |
| 2. | Unicaja Málaga           | 16   | 10 | 8 | 2 | 762 | 715 | +47  |
| 3. | Montepaschi Siena        | 10   | 10 | 5 | 5 | 879 | 844 | +35  |
| 4. | ALBA Berlino             | 8    | 10 | 4 | 6 | 722 | 748 | -26  |
| 5. | Élan Chalon-sur-Saone    | 6    | 10 | 3 | 7 | 782 | 843 | -61  |
| 6. | Asseco Prokom Gdynia     | 4    | 10 | 2 | 8 | 704 | 801 | -197 |

### Gruppo C
|    | Squadra                   | P.ti | G  | V | P | PF  | PS  | DP   |
| -- | ------------------------- | ---- | -- | - | - | --- | --- | ---- |
| 1. | Žalgiris Kaunas           | 16   | 10 | 8 | 2 | 804 | 693 | +111 |
| 2. | Olympiakos                | 16   | 10 | 8 | 2 | 788 | 737 | +51  |
| 3. | Anadolu Efes Istanbul     | 10   | 10 | 5 | 5 | 738 | 740 | -2   |
| 4. | Caja Laboral              | 8    | 10 | 4 | 6 | 749 | 778 | -29  |
| 5. | EA7 Emporio Armani Milano | 6    | 10 | 3 | 7 | 760 | 767 | -7   |
| 6. | Cedevita Zagabria         | 4    | 10 | 2 | 8 | 725 | 849 | -124 |

### Gruppo D
|    | Squadra           | P.ti | G  | V | P | PF  | PS  | DP   |
| -- | ----------------- | ---- | -- | - | - | --- | --- | ---- |
| 1. | Barcellona        | 18   | 10 | 9 | 1 | 774 | 636 | +138 |
| 2. | CSKA Mosca        | 18   | 10 | 9 | 1 | 783 | 709 | +74  |
| 3. | Beşiktaş          | 10   | 10 | 5 | 5 | 699 | 749 | -50  |
| 4. | Brose Baskets     | 6    | 10 | 3 | 7 | 740 | 807 | -67  |
| 5. | Lietuvos Rytas    | 4    | 10 | 2 | 8 | 670 | 724 | -54  |
| 6. | Partizan Belgrado | 4    | 10 | 2 | 8 | 731 | 772 | -41  |

## Top 16
La Top 16 si è giocata dal 27 dicembre 2012 al 5 aprile 2013. Le 16 squadre qualificate sono state divise in due gironi di 8. Le prime quattro classificate di ogni girone si qualificheranno per i quarti di finale.

### Gruppo E
|    | Squadra               | P.ti | G  | V  | P  | PF   | PS   | DP   |
| -- | --------------------- | ---- | -- | -- | -- | ---- | ---- | ---- |
| 1. | CSKA Mosca            | 22   | 14 | 11 | 3  | 1095 | 981  | +114 |
| 2. | Real Madrid           | 20   | 14 | 10 | 4  | 1085 | 1021 | +64  |
| 3. | Anadolu Efes Istanbul | 18   | 14 | 9  | 5  | 1028 | 1031 | -3   |
| 4. | Panathinaikos         | 18   | 14 | 9  | 5  | 1001 | 968  | +33  |
| 5. | Unicaja Málaga        | 14   | 14 | 7  | 7  | 988  | 1015 | -27  |
| 6. | Žalgiris Kaunas       | 12   | 14 | 6  | 8  | 1065 | 1040 | +25  |
| 7. | ALBA Berlino          | 8    | 14 | 4  | 10 | 959  | 1036 | -77  |
| 8. | Brose Baskets         | 0    | 14 | 0  | 14 | 1026 | 1155 | -129 |

### Gruppo F
|    | Squadra                  | P.ti | G  | V  | P  | PF   | PS   | DP   |
| -- | ------------------------ | ---- | -- | -- | -- | ---- | ---- | ---- |
| 1. | Barcellona               | 26   | 14 | 13 | 1  | 1151 | 986  | +165 |
| 2. | Olympiakos               | 18   | 14 | 9  | 5  | 1068 | 1033 | +35  |
| 3. | Maccabi Electra Tel Aviv | 16   | 14 | 8  | 6  | 1105 | 1012 | +93  |
| 4. | Caja Laboral             | 16   | 14 | 8  | 6  | 1093 | 1045 | +48  |
| 5. | Chimki                   | 14   | 14 | 7  | 7  | 1133 | 1051 | +82  |
| 6. | Montepaschi Siena        | 14   | 14 | 7  | 7  | 1036 | 1057 | -21  |
| 7. | Beşiktaş                 | 4    | 14 | 2  | 12 | 893  | 1104 | -221 |
| 8. | Fenerbahçe Ülker         | 4    | 14 | 2  | 12 | 1055 | 1246 | -191 |

## Play-off
I play-off si sono giocati dal 9 al 26 aprile 2013. La serie era al meglio delle 5 partite, secondo il formato 2-2-1: le gare 1, 2 e 5 si sono giocate in casa delle teste di serie (prime e seconde classificate della Top 16).
| Squadra 1   | Totale | Squadra 2                | Gara 1  | Gara 2  | Gara 3  | Gara 4  | Gara 5  |
| ----------- | ------ | ------------------------ | ------- | ------- | ------- | ------- | ------- |
| CSKA Mosca  | 3 - 1  | Caja Laboral             | 89 - 78 | 90 - 68 | 72 - 93 | 94 - 85 |         |
| Olympiakos  | 3 - 2  | Anadolu Efes Istanbul    | 67 - 62 | 71 - 53 | 72 - 83 | 73 - 74 | 82 - 72 |
| Barcellona  | 3 - 2  | Panathinaikos            | 72 - 70 | 65 - 66 | 63 - 65 | 70 - 60 | 64 - 53 |
| Real Madrid | 3 - 0  | Maccabi Electra Tel Aviv | 79 - 53 | 75 - 63 | 69 - 57 |         |         |

## Final Four
La Final Four si è giocata alla O2 Arena di Londra dal 10 al 12 maggio 2013.
|  | Semifinali  | Semifinali  | Semifinali |            |             | Finale          | Finale          | Finale          |  |
|  |             |             |            |            |             |                 |                 |                 |  |
|  | Real Madrid | Real Madrid | 74         |            |             |                 |                 |                 |  |
|  | Real Madrid | Real Madrid | 74         |            |             |                 |                 |                 |  |
|  | Barcellona  | Barcellona  | 67         |            |             |                 |                 |                 |  |
|  | Barcellona  | Barcellona  | 67         |            | Real Madrid | Real Madrid     | 88              |                 |  |
|  |             |             |            |            | Real Madrid | Real Madrid     | 88              |                 |  |
|  |             |             | Olympiakos | Olympiakos | 100         |                 |                 |                 |  |
|  | CSKA Mosca  | CSKA Mosca  | Olympiakos | Olympiakos | 100         | 52              |                 |                 |  |
|  | CSKA Mosca  | CSKA Mosca  |            |            |             | 52              |                 |                 |  |
|  | Olympiakos  | Olympiakos  | 69         |            |             | Finale 3º posto | Finale 3º posto | Finale 3º posto |  |
|  | Olympiakos  | Olympiakos  | 69         |            |             |                 |                 |                 |  |
|  |             |             |            |            |             |                 |                 |                 |  |
|  |             |             |            |            |             | Barcellona      | Barcellona      | 73              |  |
|  |             |             |            |            |             | Barcellona      | Barcellona      | 73              |  |
|  |             |             |            |            |             | CSKA Mosca      | CSKA Mosca      | 74              |  |

### Semifinali
| Arbitri: | Guerrino Cerebuch Borys Ryžyk Oļegs Latiševs |

|                  |          |                 |
| Weems 13         | Punti    | 13 Antić, Hines |
| Chrjapa, Erceg 2 | Assist   | 4 Spanoulīs     |
| Kaun 7           | Rimbalzi | 10 Hines        |

| Arbitri: | Luigi Lamonica Ilija Belošević Īlia Koromīlas |

|                       |          |             |
| Marcelinho Huertas 19 | Punti    | 17 Reyes    |
| Wallace 3             | Assist   | 9 Rodríguez |
| Tomić 12              | Rimbalzi | 6 Carroll   |

### Finale 3º/4º posto
| Arbitri: | Robert Lottermoser Matej Boltauzer Īlia Koromīlas |

|                        |          |                |
| Chrjapa 22             | Punti    | 17 Navarro     |
| Teodosić 5             | Assist   | 6 Jasikevičius |
| Teodosić, Voroncevič 5 | Rimbalzi | 6 Tomić        |

### Finale 1º/2º posto
| Arbitri: | Guerrino Cerebuch Ilija Belošević Borys Ryžyk |

|              |          |                    |
| Spanoulīs 22 | Punti    | 21 Fernández       |
| Law 5        | Assist   | 4 Rodríguez, Llull |
| Antić 6      | Rimbalzi | 6 Reyes            |

| Eurolega 2012-2013   |
| -------------------- |
| Olympiakos 3º titolo |

## Formazione vincitrice
| N° | Naz.                          | Ruolo | Sportivo            |  | Alt. |  |
| -- | ----------------------------- | ----- | ------------------- |  | ---- |  |
| 4  | Stati Uniti (bandiera)        | C     | Kyle Hines          |  | 196  |  |
| 5  | Stati Uniti (bandiera)        | P     | Acie Law            |  | 191  |  |
| 6  | Macedonia del Nord (bandiera) | C     | Pero Antić          |  | 210  |  |
| 7  | Grecia (bandiera)             | G     | Vasilīs Spanoulīs   |  | 193  |  |
| 8  | Grecia (bandiera)             | AP    | Stratos Perperoglou |  | 203  |  |
| 9  | Georgia (bandiera)            | C     | Giorgi Shermadini   |  | 216  |  |
| 10 | Grecia (bandiera)             | P     | Kōstas Sloukas      |  | 190  |  |
| 11 | Grecia (bandiera)             | C     | Dīmītrīs Mauroeidīs |  | 212  |  |
| 12 | Stati Uniti (bandiera)        | AG    | Josh Powell         |  | 206  |  |
| 13 | Lituania (bandiera)           | G     | Martynas Gecevičius |  | 193  |  |
| 14 | Stati Uniti (bandiera)        | P     | Doron Perkins       |  | 188  |  |
| 15 | Grecia (bandiera)             | A     | Giōrgos Printezīs   |  | 204  |  |
| 16 | Grecia (bandiera)             | AP    | Kōstas Papanikolaou |  | 206  |  |
| 17 | Grecia (bandiera)             | G     | Vaggelīs Mantzarīs  |  | 196  |  |
| 19 | Grecia (bandiera)             | G     | Dīmītrīs Katsivelīs |  | 197  |  |
|    | Grecia (bandiera)             | All.  | Giōrgos Mpartzōkas  |  |      |  |

## Statistiche

### Punti
| Pos. | Nome              | Squadre           | Gare | Punti | PPG   |
| ---- | ----------------- | ----------------- | ---- | ----- | ----- |
| 1.   | Bobby Brown       | Montepaschi Siena | 24   | 452   | 18.83 |
| 2.   | Boštjan Nachbar   | Brose Baskets     | 23   | 370   | 16.90 |
| 3.   | Bojan Bogdanović  | Fenerbahçe Ülker  | 21   | 334   | 15.90 |
| 4.   | Vasilīs Spanoulīs | Olympiakos        | 24   | 375   | 15.63 |
| 5.   | Maciej Lampe      | Caja Laboral      | 19   | 117   | 6.16  |

### Rimbalzi
| Pos. | Nome           | Squadre                  | Gare | Rimbalzi | RPG  |
| ---- | -------------- | ------------------------ | ---- | -------- | ---- |
| 1.   | Viktor Chrjapa | CSKA Mosca               | 20   | 148      | 7.42 |
| 2.   | Shawn James    | Maccabi Electra Tel Aviv | 24   | 156      | 6.50 |
| 3.   | Maciej Lampe   | Caja Laboral             | 24   | 146      | 6.08 |
| 4.   | Ante Tomić     | Barcellona               | 23   | 137      | 5.96 |
| 5.   | Kyle Hines     | Olympiakos               | 24   | 143      | 5.96 |

### Assist
| Pos. | Nome                 | Squadra           | Gare | Assist | APG  |
| ---- | -------------------- | ----------------- | ---- | ------ | ---- |
| 1.   | Dīmītrīs Diamantidīs | Panathinaikos     | 22   | 139    | 6.32 |
| 2.   | Zoran Planinić       | Chimki            | 22   | 139    | 6.32 |
| 3.   | Vasilīs Spanoulīs    | Olympiakos        | 24   | 129    | 5.38 |
| 2.   | Bobby Brown          | Montepaschi Siena | 19   | 99     | 5.21 |
| 5.   | Miloš Teodosić       | CSKA Mosca        | 24   | 123    | 5.13 |

## Premi

### Riconoscimenti individuali
- Euroleague MVP:  Vasilīs Spanoulīs,  Olympiakos
- Euroleague Final Four MVP:  Vasilīs Spanoulīs,  Olympiakos
- Rising Star Trophy:  Kōstas Papanikolaou,  Olympiakos
- Euroleague Best Defender:  Stéphane Lasme,  Panathinaikos
- Alphonso Ford Trophy:  Bobby Brown,  Mens Sana Siena
- Aleksandr Gomel'skij Coach of the Year:  Giōrgos Mpartzōkas,  Olympiakos
- Euroleague Club Executive of the Year:  Tuncay Özilhan,  Anadolu Efes

### Quintetti ideali
- All-Euroleague First Team:
  -  Ante Tomić,  Barcellona
  -  Nenad Krstić,  CSKA Mosca
  -  Rudy Fernández,  Real Madrid
  -  Dīmītrīs Diamantidīs,  Panathinaikos
  -  Vasilīs Spanoulīs,  Olympiakos
- All-Euroleague Second Team:
  -  Nikola Mirotić,  Real Madrid
  -  Viktor Chrjapa,  CSKA Mosca
  -  Shawn James,  Maccabi Electra Tel Aviv
  -  Miloš Teodosić,  CSKA Mosca
  -  Juan Carlos Navarro,  Barcellona

### MVP settimanale

#### Regular season
| Gara | Giocatore             | Squadra                  | PIR |
| ---- | --------------------- | ------------------------ | --- |
| 1    | Emir Preldžič         | Fenerbahçe Ülker         | 31  |
| 2    | Sonny Weems           | CSKA Mosca               | 38  |
| 3    | Rudy Fernández        | Real Madrid              | 30  |
| 3    | Fernando San Emeterio | Caja Laboral             | 30  |
| 4    | Bobby Brown           | Montepaschi Siena        | 43  |
| 5    | Bobby Brown (2)       | Montepaschi Siena        | 31  |
| 6    | Saša Vujačić          | Anadolu Efes Istanbul    | 31  |
| 7    | Rudy Fernández (2)    | Real Madrid              | 28  |
| 7    | Ante Tomić            | Barcellona               | 28  |
| 8    | Miloš Teodosić        | CSKA Mosca               | 25  |
| 9    | Blake Schilb          | Élan Chalon-sur-Saone    | 38  |
| 10   | Shawn James           | Maccabi Electra Tel Aviv | 27  |
| 10   | Nemanja Bjelica       | Caja Laboral             | 28  |

#### Top 16
| Gara | Giocatore           | Squadra                  | PIR |
| ---- | ------------------- | ------------------------ | --- |
| 1    | Ante Tomić (2)      | Barcellona               | 27  |
| 2    | Bobby Brown (3)     | Montepaschi Siena        | 50  |
| 3    | Ricky Hickman       | Maccabi Electra Tel Aviv | 34  |
| 4    | Paul Davis          | Chimki                   | 29  |
| 5    | Bojan Bogdanović    | Fenerbahçe Ülker         | 27  |
| 5    | Marcus Williams     | Unicaja Málaga           | 27  |
| 6    | Rudy Fernández (3)  | Real Madrid              | 34  |
| 7    | Saša Kaun           | CSKA Mosca               | 30  |
| 8    | Devin Smith         | Maccabi Electra Tel Aviv | 28  |
| 8    | Luka Žorić          | Caja Laboral             | 28  |
| 8    | Roko Ukić           | Panathinaikos            | 28  |
| 9    | Nenad Krstić        | CSKA Mosca               | 30  |
| 10   | Nikola Mirotić      | Real Madrid              | 37  |
| 11   | Luka Žorić          | Caja Laboral             | 33  |
| 12   | Petteri Koponen     | Chimki                   | 35  |
| 13   | Nathan Jawai        | Barcellona               | 34  |
| 14   | Kōstas Papanikolaou | Olympiakos               | 37  |

#### Quarti di finale
| Gara | Giocatore          | Squadra      | PIR |
| ---- | ------------------ | ------------ | --- |
| 1    | Rudy Fernández (4) | Real Madrid  | 22  |
| 2    | Viktor Chrjapa     | CSKA Mosca   | 25  |
| 3    | Jamon Gordon       | Anadolu Efes | 24  |
| 4    | Viktor Chrjapa (2) | CSKA Mosca   | 29  |
| 5    | Nathan Jawai (2)   | Barcellona   | 21  |

### MVP del mese
| Mese          | Giocatore         | Squadra                  |
| ------------- | ----------------- | ------------------------ |
| Ottobre 2012  | Sonny Weems       | CSKA Mosca               |
| Novembre 2012 | Vasilīs Spanoulīs | Olympiakos               |
| Dicembre 2012 | Maciej Lampe      | Caja Laboral             |
| Gennaio 2013  | Bobby Brown       | Montepaschi Siena        |
| Febbraio 2013 | Ante Tomić        | Barcellona               |
| Marzo 2013    | Devin Smith       | Maccabi Electra Tel Aviv |
| Aprile 2013   | Sergio Llull      | Real Madrid              |